# Synagoga w Endingen
Synagoga w Endingen – synagoga znajdująca się w Endingen, w szwajcarskim kantonie Argowia, przy Buckstrasse 2.
Synagoga została zbudowana w latach 1850–1852, według projektu Josepha Caspara Jeucha. Koszt jej budowy wyniósł 46 000 franków szwajcarskich. Jest obecnie jedynym centrum religijnym oraz kulturalnym gminy żydowskiej w Endingen.
Murowany budynek synagogi wzniesiono na planie prostokąta w stylu neoklasycystycznym. Wewnątrz znajduje się obszerna główna sala modlitewna, którą z trzech stron otaczają galerie dla kobiet. W zachodniej części znajduje się niewielki przedsionek. Przy ścianie wschodniej znajduje się półokrągła apsyda, w której mieści się Aron ha-kodesz. Całość jest nakryta dachem dwuspadowym. 